# SMS Wörth
Le SMS Wörth est l'un des quatre cuirassés pré-Dreadnoughts de la marine impériale allemande appartenant à la classe Brandenburg. Il a été construit en 1890 à l'arsenal Germania de la compagnie Krupp à Kiel et lancé le 6 août 1892. Cette classe était la seule dont les navires possédaient six canons de 280 mm (28 cm) au lieu des quatre habituels.

## Historique

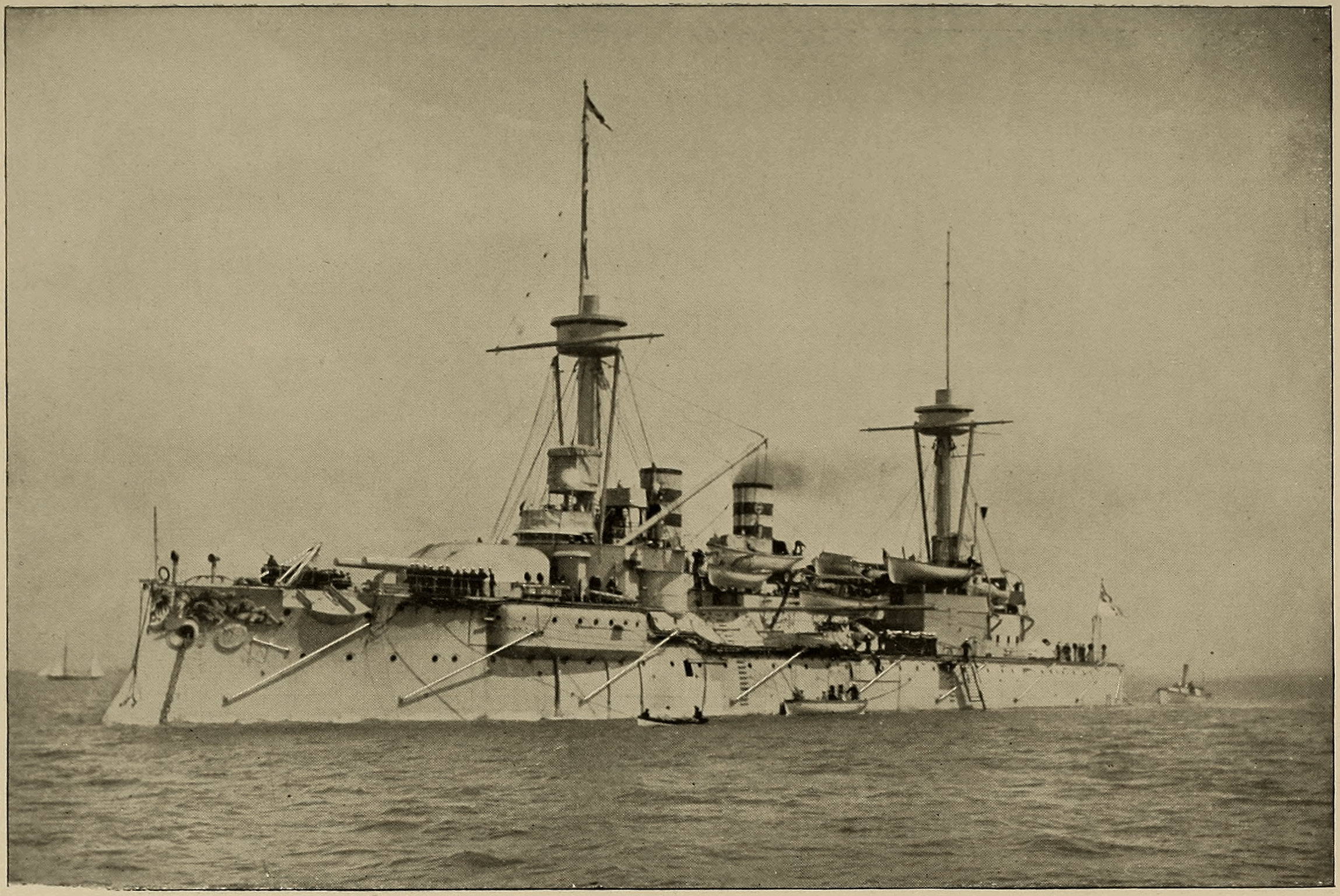
Wörth (ship, 1893)

Les navires de cette classe sont les premiers de la marine impériale à être construits pour traverser les océans. Le SMS Wörth est baptisé par la princesse Victoria de Schaumburg-Lippe, sœur du Kaiser Guillaume, du nom de la bataille de Wörth qui opposa l'armée prussienne à l'armée française en 1870 en Basse-Alsace. Son tonnage est de 10 013 tonnes mais peut monter à 10 670 tonnes au combat. Le SMS Wörth entre en service le 31 octobre 1893.
Le SMS Wörth est affecté avec ses trois sister-ships à la première division du premier escadron de combat auquel on adjoint ensuite quatre frégates de la classe Sachsen, remplacées en 1902 par les navires cuirassés modernes de la classe Friedrich III. Le SMS Wörth est d'abord commandé par le prince Henri, frère de Guillaume II. En 1894, le premier officier de quart est le futur amiral von Hipper. Le navire représente officiellement l'Empire allemand pendant la grande revue navale de 1897 en l'honneur de la reine Victoria.
Le 25 novembre 1899, le SMS Wörth procède à des exercices de tir dans la baie d'Eckernförde, lorsqu'il heurte un rocher qui perce la coque sur 6,7 m. Le navire est délesté de son charbon (500 tonnes) pour ne pas couler et il est immédiatement envoyé pour réparations à Wilhelmshaven. Le colmatage s'effectue rapidement pour que le navire puisse participer à des manœuvres dans les eaux norvégiennes, une semaine plus tard.

### Révolte des Boxers
La révolte des Boxers en Chine prend des proportions inquiétantes à partir de la fin de l'année 1899 et de l'année 1900 et l'assassinat du baron von Ketteler à Pékin entraîne un surcroît de violences contre les Occidentaux dans tout l'Empire du Milieu. Sept nations occidentales, plus le Japon, s'allient pour former une force armée. Il s'agit de l'Empire allemand, de la Grande-Bretagne, de la France, de l'Empire austro-hongrois, du royaume d'Italie et des États-Unis. Le but est de délivrer le quartier des légations à Pékin assiégé par les rebelles et de ramener l'ordre dans tout le pays. Les Allemands à l'époque sont présents avec leur escadre d'Extrême-Orient (Ostasiengeschwader) formée des croiseurs protégés SMS Kaiserin Augusta, SMS Hansa, SMS Hertha, ainsi que des croiseurs légers SMS Gefion (en) et SMS Irene et des canonnières SMS Jaguar et SMS Iltis. Il y a aussi un détachement de cinq cents hommes à Taku qui font partie de l'unité internationale de deux mille hommes commandée par le Britannique Seymour. Celle-ci est forcée de cesser sa marche sur Pékin à Tientsin, ce qui amène les Occidentaux à fournir des renforts supplémentaires. Le Kaiser, quant à lui, ordonne de renforcer la présence navale allemande. L'expédition comprend le Hela et quatre navires de combat de la classe Brandenburg. L'amiral Tirpitz est opposé à cette expédition qu'il trouve trop coûteuse mais ses objections ne sont pas prises en compte. La flottille arrive en Chine en septembre 1900. Le siège de Pékin était déjà levé, aussi ces nouvelles forces de maintien de l'ordre sont employées à ramener la paix dans la région de Kiautschou (Kiaou-Tchéou en français de l'époque), dont le port de Tsingtau (Tsing-Tao en français de l'époque) est concédé aux Allemands depuis quelques années. L'expédition a coûté au total plus de cent millions de marks mais a démontré aussi que l'Empire allemand possédait une force d'intervention navale efficace, ce qui provoque la méfiance de la Grande-Bretagne, première puissance navale du monde.
Le SMS Wörth, à son retour en 1901, doit subir des travaux de modernisation au chantier naval impérial de Wilhelmshaven avec les bateaux de la classe Brandenburg les années suivantes. Ils sont tous affectés au deuxième escadron de combat pour remplacer les bateaux de défense côtière de la classe Siegfried et les deux frégates SMS Württemberg et SMS Baden. Les navires de la classe Deutschland commencent à remplacer ceux de la classe Brandenburg à partir de 1906. Le SMS Wörth et le SMS Brandenburg sont donc placés en réserve. Le SMS Kurfürst Friedrich Wilhelm et le SMS Weißenburg sont quant à eux vendus à l'Empire ottoman en 1910.

### Première Guerre mondiale
Le SMS Wörth est affecté à la défense côtière à la déclaration de guerre, ainsi que le SMS Brandenburg. Cependant, à cause de leur vétusté, ils sont mis hors service en 1915. Le SMS Wörth devient bateau-barge à Dantzig. Il est rayé des listes de la marine le 13 mai 1919 et vendu à une entreprise de démolition navale.